# Solanum sessiliflorum
Solanum sessiliflorum är en potatisväxtart som beskrevs av Michel Félix Dunal. Solanum sessiliflorum ingår i släktet skattor som ingår i familjen potatisväxter. Inga underarter finns listade i Catalogue of Life.

## Bildgalleri

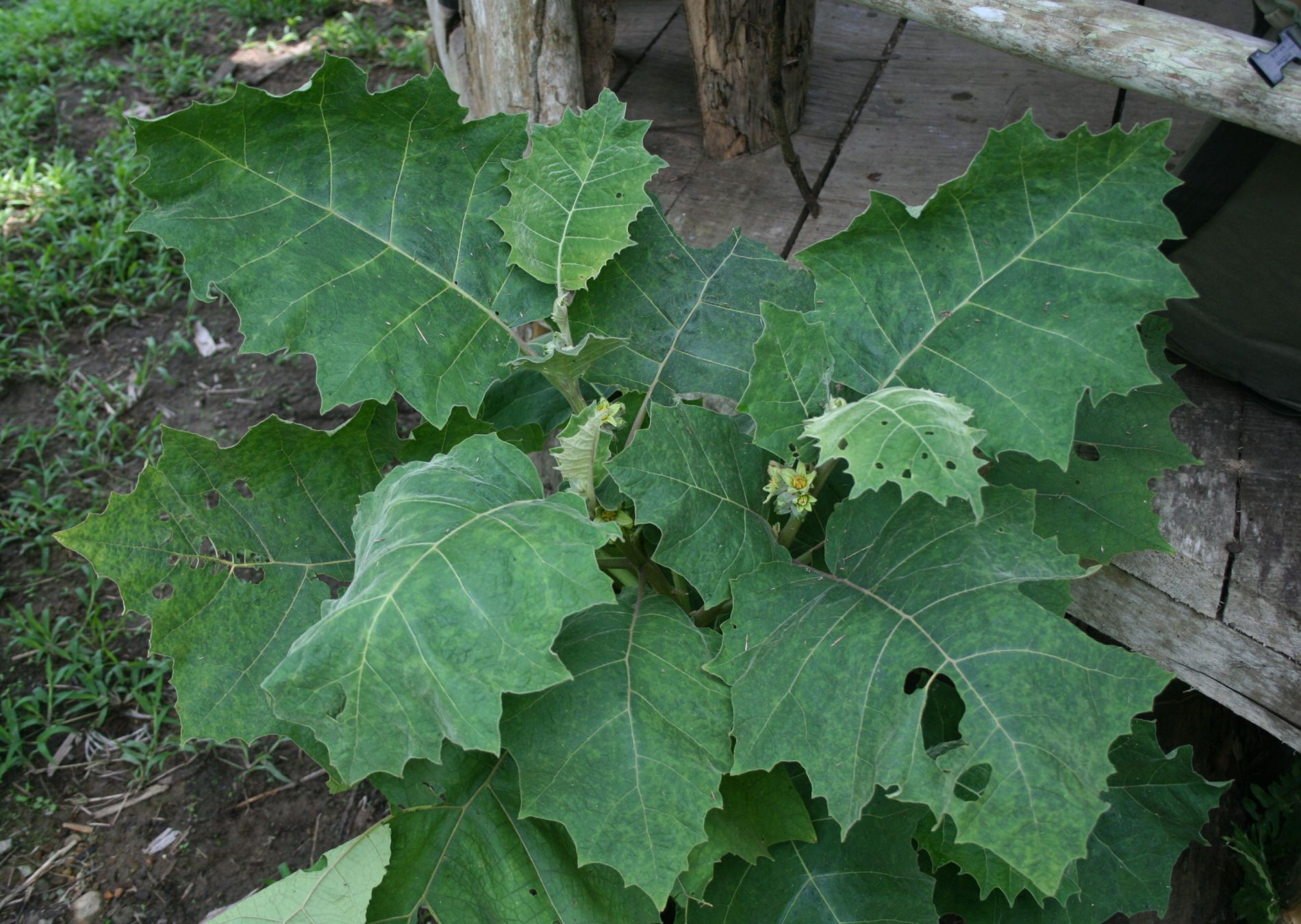
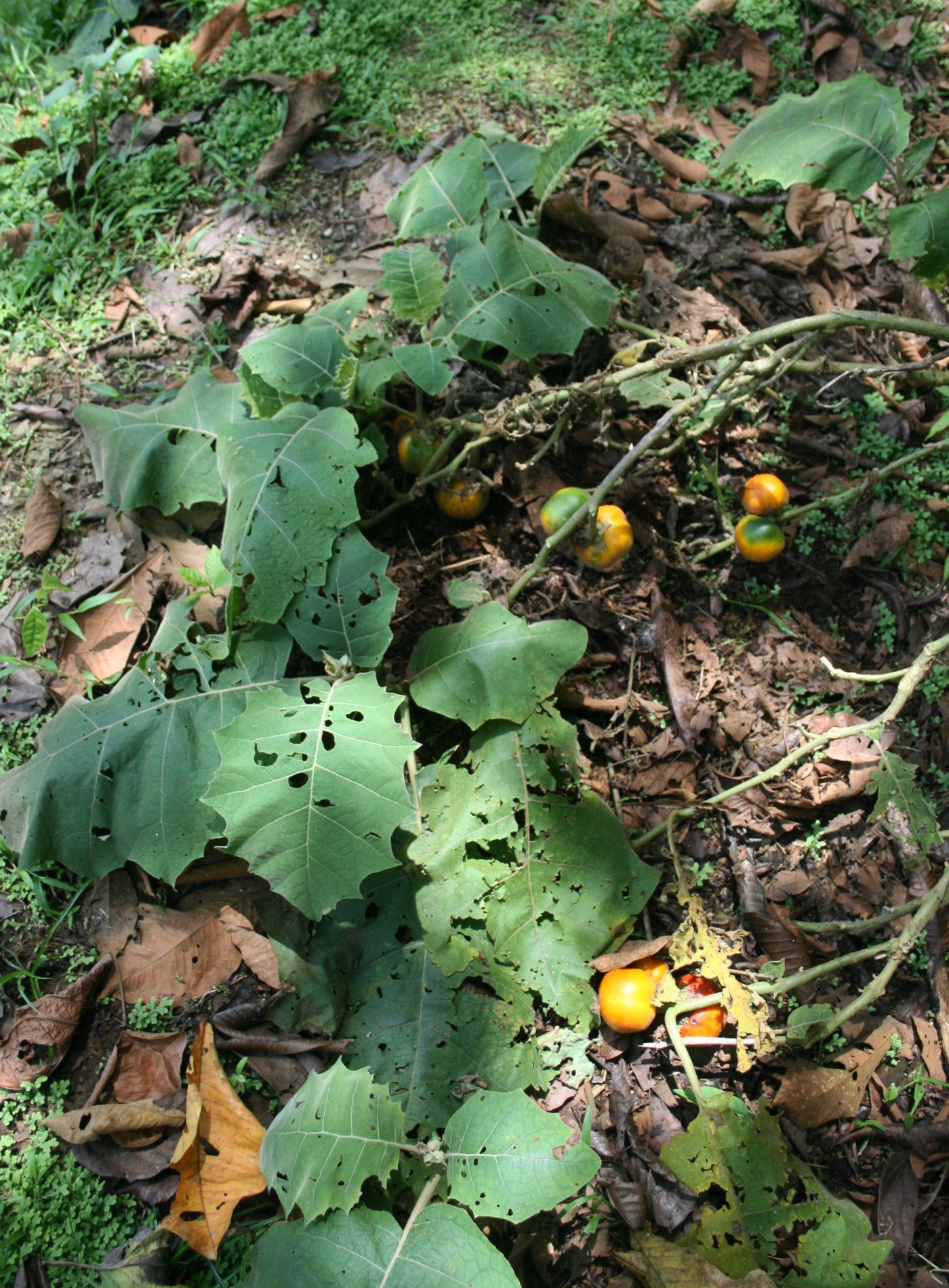
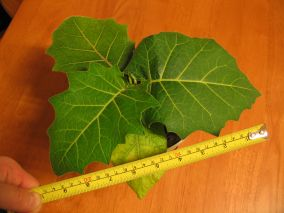
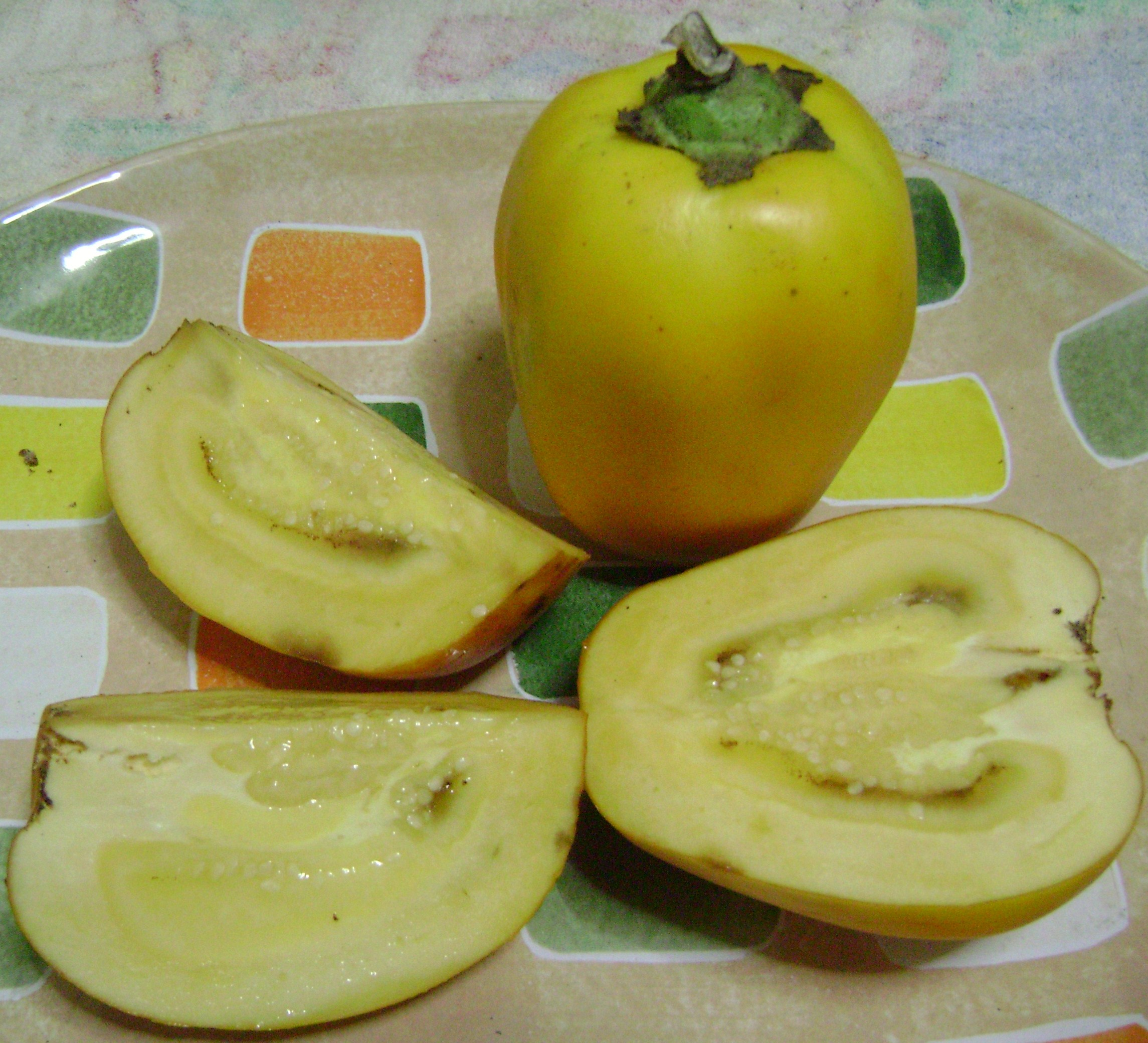
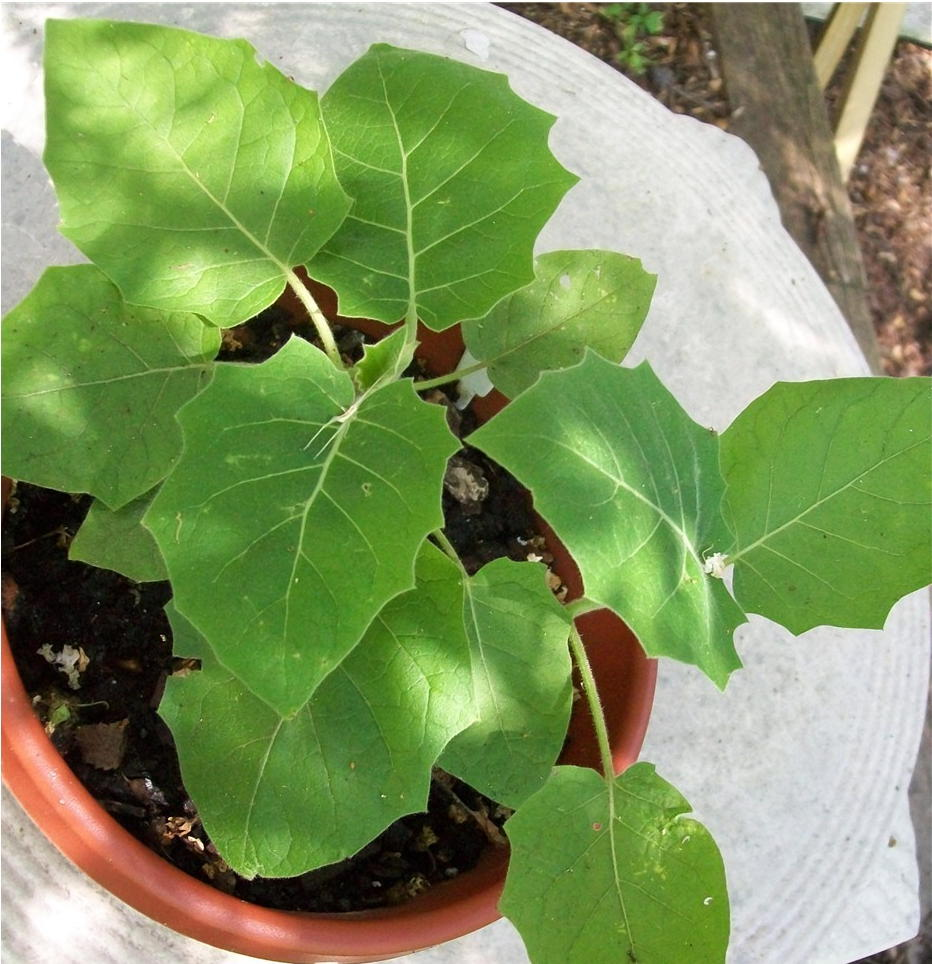
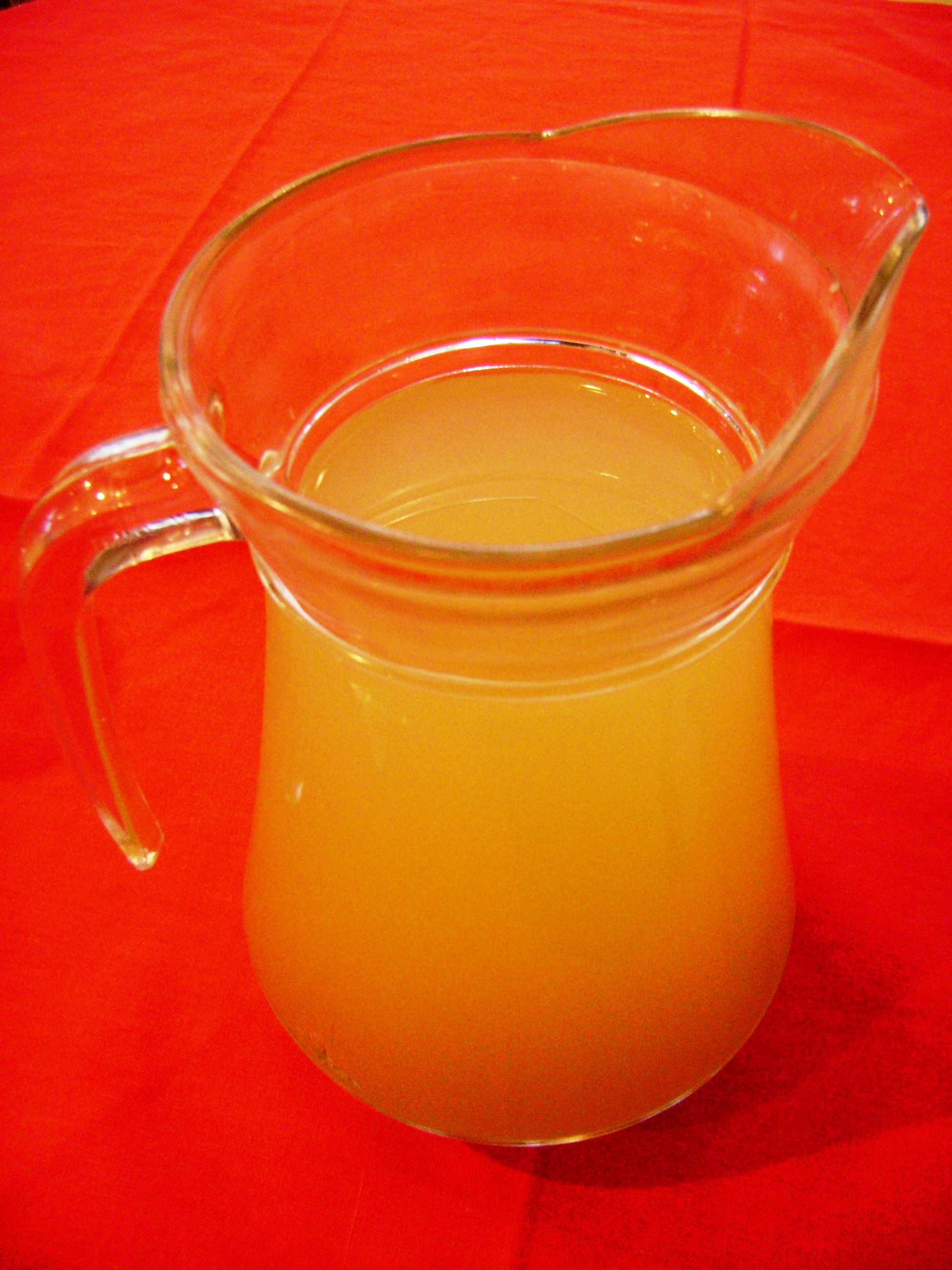